# Мурао, Сансиро
Сансиро Мурао (яп. 村尾 三四郎; род. 28 августа 2000) — японский дзюдоист, серебряный призёр летних Олимпийских игр 2024 года, трёхкратный чемпион мира, двукратный чемпион Азии по дзюдо 2022 и 2024 годов.

## Биография
Мурао проиграл в финале на чемпионате мира среди юниоров в Нассау в 2018 году грузину Лаше Бекаури. В том же году он занял третье место на турнире Большого шлема в Осаке. В начале 2019 года Мурао вышел в финал турнира Большого шлема в Дюссельдорфе, проиграв там Маммедали Мехдиеву из Азербайджана. На чемпионате мира 2019 года Мурао был в составе команды-победителя, став чемпионом мира.
После вынужденного перерыва из-за пандемии COVID-19 Мурао выиграл турнир Большого шлема в Казани в 2021 году. На чемпионате Азии 2022 года Мурао выиграл финал у кыргызского дзюдоиста Эрлана Шерова.
В мае 2023 года, в столице Катаре, на чемпионате мира, японский дзюдоист в весовой категории до 73 кг стал обладателем бронзовой медали, в поединке за третье место победил спортсмена из Кубы Ивана Фелипе Силву. В командном турнире стал двукратным чемпионом мира.
На летних Олимпийских играх 2024 года в Париже Мурао завоевал серебряную медаль, уступив в схватке за золото спортсмену из Грузии Лаше Бекаури.
В июне 2025 года на чемпионате мира в Будапеште в весовой категории до 90 кг завоевал золотую медаль. В схватке за титул одолел своего соотечественника Гоки Тадзиму.